# La Badoglieide
La Badoglieide è una canzone satirica su Pietro Badoglio e uno dei più noti canti della Resistenza antifascista italiana.

## Storia della canzone
Secondo la testimonianza di Nuto Revelli, il testo della canzone nacque la notte tra il 25 e il 26 aprile del 1944, da una improvvisazione sulla musica della canzonetta E non vedi che sono toscano.
I partigiani della quarta banda di Giustizia e Libertà che, in una grangia di Narbona (antico abitato sul Monte Tibert), concorsero alla stesura delle parole furono otto o nove e tra questi lo stesso Revelli, Ivanoe Bellino, Alberto e Livio Bianco (il primo a suggerirla), Nino Monaco.
La canzone, fortemente anti-monarchica e anti-badogliana, fu anche cantata, con il testo modificato, dai militari della Repubblica Sociale Italiana.

## Il testo
La canzone inizia invocando lo stesso Badoglio:
ingrassato dal Fascio Littorio
 
col tuo degno compare Vittorio
 
ci hai già rotto abbastanza i coglion.»
Nell'arco del testo vengono ricordati molti episodi della storia italiana di quegli anni: la guerra d'Etiopia e il ducato di Addis Abeba, la guerra di Francia, la campagna italiana di Grecia, Grazzano, paese natale di Badoglio, dove egli, dopo le dimissioni, si ritirò a vita privata ("giocavi alle bocce"), la campagna italiana di Russia, il 25 luglio 1943 giorno della caduta del fascismo ("alla fine di luglio"), i bombardamenti americani sull'Italia ("sull'Italia calavan le bombe"), l'armistizio di Cassibile ("Vittorio calava i calzon"), la fuga di Vittorio Emanuele III ("la fuga ingloriosa"), la guerra di liberazione italiana ("Noi crepiamo sui monti d'Italia"). Oltre al re e a Mussolini, vengono ricordati anche Enrico Adami Rossi e Clara Petacci.
Il ritornello recita:
tl'has mai fàit parèj, 
 
tl'has mai dit, tl'has mai fàit, 
 
tl'has mai dit parèj, 
 
tl'has mai dilo: sì sì 
 
tl'has mai falo: nò nò 
 
tutto questo salvarti non può»
La strofa del ritornello è in gran parte in piemontese ma termina con una frase in italiano. La musica del ritornello appartiene alla tradizione popolare.

### Precisazioni
1. ↑  Nel ventennio fascista Badoglio fu nominato Capo di stato maggiore della difesa ed ebbe svariati riconoscimenti.
2. ↑  Si tratta del re Vittorio Emanuele III.
3. ↑  Il 5 maggio 1936 le truppe comandate da Badoglio entrarono vittoriose ad Addis Abeba e quattro giorni dopo, dal balcone di Piazza Venezia, Benito Mussolini proclamò ufficialmente la costituzione dell'Impero italiano, con Badoglio Viceré d'Etiopia.
4. ↑  Dopo l'invasione della Polonia da parte della Germania, l'Italia si era dichiarata uno Stato non belligerante; presto, però, viste anche le vittorie naziste nella campagna di Francia, Mussolini si convinse che il conflitto si sarebbe concluso con il trionfo tedesco e decise di entrare in guerra per poter partecipare al tavolo della pace da vincitore. L'attacco italiano alla Francia, già impegnata sul fronte interno contro la Germania, venne letto da molti come un atto vigliacco.
5. ↑  Gli insuccessi dell'offensiva italiana in Grecia portarono aspre critiche a Badoglio, che il 4 dicembre 1940 rassegnò le proprie dimissioni dalla carica di Capo di Stato Maggiore Generale.
6. ↑  Tra il 4 e il 17 agosto 1943, gli anglo-americani cominciarono un'escalation di bombardamenti aerei su tutte le maggiori città italiane.
7. ↑  Il 5 luglio 1943 il Generale Adami Rossi fu nominato comandante della difesa territoriale di Torino e il 18 agosto, applicando con estremo rigore la circolare emanata da Pietro Badoglio e Mario Roatta per il ripristino dell'ordine pubblico, diede ordine di sparare sugli operai in sciopero, provocando diversi morti.